# Alfonso Callejas Deshón
Alfonso Callejas Deshón (Chinandega, 27 de octubre de 1923-Chinandega, 28 de agosto de 2017) fue un político del Partido Liberal Nacionalista de Nicaragua. Se desempeñó como vicepresidente de Nicaragua desde mayo de 1967 hasta mayo de 1972.

## Biografía
Callejas nació en octubre de 1923 en Chinandega. Se formó como ingeniero civil y trabajó en Standard Fruit Company antes de fundar su propio negocio. Entre enero y agosto de 1966 fue ministro de Fomento y Obras Públicas en el gabinete de Lorenzo Guerrero Gutiérrez. Luego fue elegido vicepresidente de Nicaragua. En 1972 rompió con Anastasio Somoza Debayle. Se exilió en Honduras. Después de la revolución de 1979, Callejas regresó, pero volvió al exilio tras la confiscación de sus propiedades.
Vivió en exilio voluntario de 1980 a 1990, cuando regresó a Nicaragua. De 1995 a 2000 fue magistrado del Consejo Supremo Electoral y en 2003 fue designado secretario de Asuntos Políticos de la Presidencia por Enrique Bolaños.
Murió en agosto de 2017 en Chinandega.